# Desfiladero de Kali Gandaki

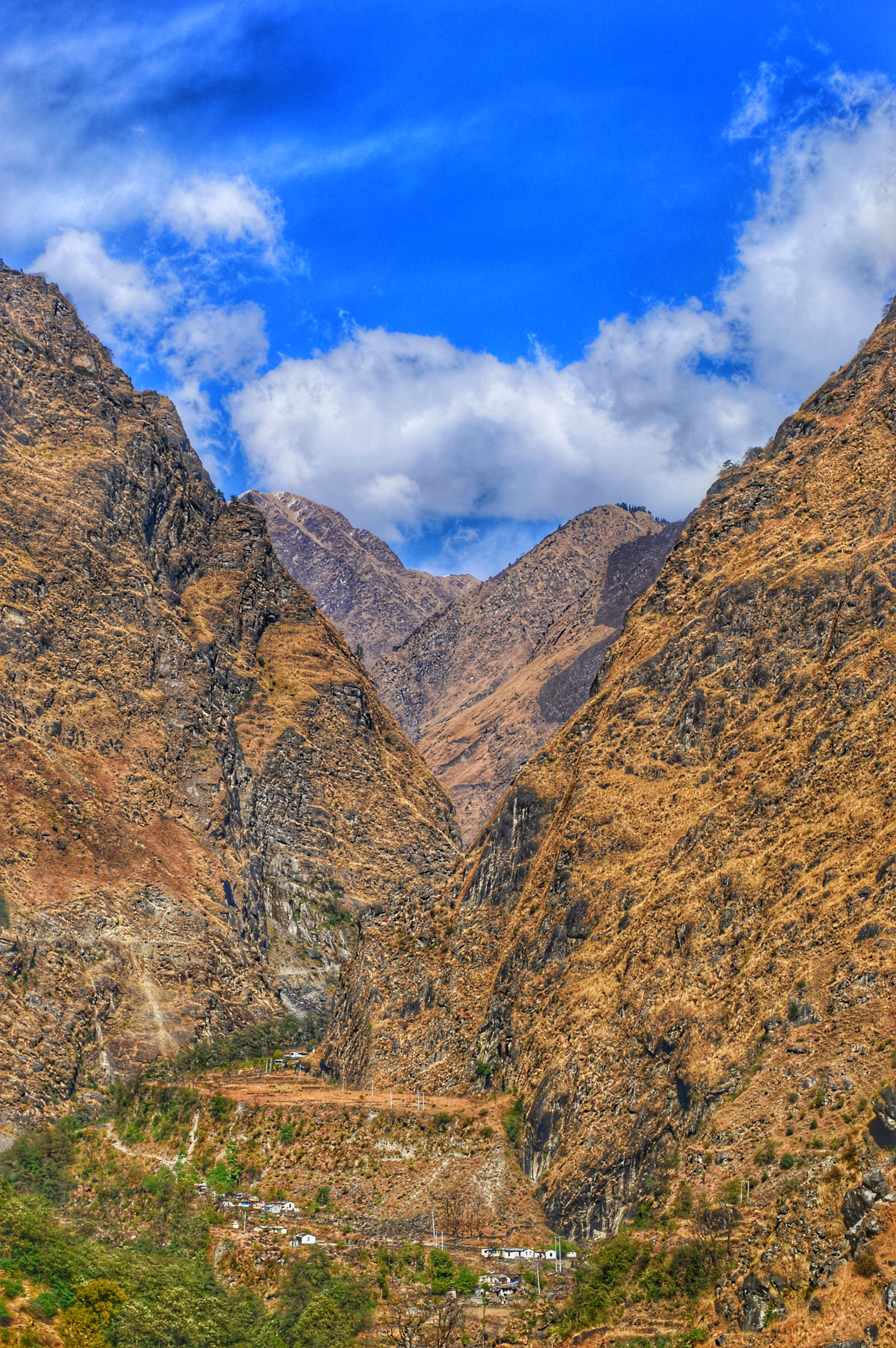
La garganta

El desfiladero de Kali Gandaki o Andha Galchi es la garganta del Kali Gandaki (o río Gandaki) en el Himalaya, en Nepal. Según algunas definiciones, puede ser una de las gargantas más profundas del mundo. [cita requerida]
La parte superior del desfiladero también se llama Thak Khola en honor al pueblo local Thakali, que prosperó gracias al comercio transhimalayo. Geológicamente, el desfiladero se encuentra dentro de una fosa estructural.

## Contexto
El desfiladero separa los grandes picos del Dhaulagiri (8.167 m o 26.795 pies) al oeste y el Annapurna (8.091 m o 26.545 pies) al este. Si se mide la profundidad de un cañón por la diferencia entre la altura del río y las alturas de los picos más altos a ambos lados, el desfiladero es el más profundo del mundo. La parte del río que se encuentra directamente entre el Dhaulagiri y el Annapurna I (7 km aguas abajo de Tukuche) tiene una altitud de 2.520 m, es decir, 5.571 m menos que el Annapurna I. A medida que la actividad tectónica obligaba a las montañas a subir, el río se abrió paso a través del levantamiento. Esta región es conocida por los fósiles de shaligram, venerados como una de las cinco formas no vivas del Señor Vishnu.
El nacimiento del río Kali Gandaki coincide con la frontera tibetana y la divisoria de aguas Ganges-Brahmaputra. El río fluye hacia el sur a través del antiguo reino de Mustang. Atraviesa un profundo y escarpado cañón inmediatamente al sur de la capital de Mustang, Lo Manthang, y luego se ensancha al acercarse a Kagbeni, donde las altas cordilleras del Himalaya comienzan a cerrarse. El río continúa hacia el sur pasando por Jomsom, Marpha y Tukuche hasta la parte más profunda del desfiladero, a unos 7 km al sur de Tukuche, en la zona de Lete. A continuación, el desfiladero se ensancha pasando por Dana y Tatopani hacia Beni..
El desfiladero de Kali Gandaki se ha utilizado como ruta comercial entre la India y el Tíbet durante siglos. Hoy forma parte de una popular ruta de senderismo desde Pokhara a Muktinath, que forma parte del Circuito del Annapurna. El desfiladero está dentro de la zona de conservación del Annapurna. 

El paso en la cabecera del desfiladero de Kali Gandaki: Su nombre en el siglo XIX era Kore La. El nombre moderno no se conoce con certeza. A continuación se incluye una cita de la visita de Sven Hedin a la cabecera del Kali Gandaki en 1904. Señala que el paso está a sólo 96 m por encima de la orilla sur del Tsangpo, que fluye tranquilamente unos kilómetros al norte, en el Tíbet:
"Estamos en la frontera entre el Tíbet y Nepal. Detrás de nosotros, al norte, tenemos un terreno plano y llano en la orilla sur del Tsangpo. Hemos subido sólo 315 pies desde el río hasta el Kore-la, donde la altura es de 15.292 pies o 4.662 metros sobre el nivel del mar. Y desde el paso hay un descenso vertiginoso hasta el Kali Gandak, un afluente del Ganges. Mediante un canal cortado en el Kore-la, el Brahmaputra podría convertirse en el Ganges. El norte de la India necesita agua para la irrigación, pero la ganancia sería tal vez pequeña, pues el Brahmaputra en Assam disminuiría tanto como el Ganges aumentaría. Se abriría el Tíbet. Se abriría un nuevo camino para la invasión de la India desde el norte, y por lo tanto, en general, tal vez sea mejor para todas las partes interesadas dejar las cosas como están. Pero los cambios aquí indicados se producirán en algún momento sin ayuda artificial, ya que los tentáculos del Kali Gandak se están devorando hacia el norte en las montañas mucho más rápidamente de lo que el Tsangpo está erosionando su valle. En un momento u otro, tal vez dentro de cien mil años, el sistema del Ganges habrá extendido sus tentáculos hasta la orilla del Tsangpo, y entonces se formará una bifurcación que, con el tiempo, provocará una revolución total en las proporciones de los dos ríos y sus áreas de drenaje."